# یواس‌اس استرنت (ای‌ام-۳۰۹)
یواس‌اس استرنت (ای‌ام-۳۰۹) (به انگلیسی: USS Strength (AM-309)) یک کشتی بود که طول آن ۱۸۴ فوت ۶ اینچ (۵۶٫۲۴ متر) بود. این کشتی در سال ۱۹۴۴ ساخته شد.